# Бендицкий, Даниил Дмитриевич
Дании́л Дми́триевич Бенди́цкий (род. 6 мая 1985, Горький) — немецкий русскоязычный писатель (прозаик, эссеист), поэт.

## Биография
Даниил Бендицкий родился 6 мая 1985 года в Горьком.
В 2000 году в пятнадцатилетнем возрасте иммигрировал с родителями в Германию, жил в Ростоке.
Окончил архитектурный факультет Берлинского университета искусств (2006—2013).
Публиковался в журналах, альманахах и газетах: «Край городов» (Рязань) «Среда поэта» (Нижний Новгород), «День и ночь», «Еврейская газета» (Берлин), «Междугородная еврейская газета» (Москва), «Волга», «Крещатик», «Берлин.Берега», «Рижский альманах», «Сетевая словесность», «Топос».
Представлен подборкой стихов в антологии «Четвёртое измерение: Русские поэты в Германии» (СПб: Алетейя, 2008).
Один из составителей «Рижского альманаха».
Живёт в Берлине.

## Участие в творческих и общественных организациях
- Член (с 2019), секретарь (с 2021) Содружества русскоязычных литераторов Германии (СЛоГ)[5]

## Литературные премии
- Лауреат премии «Дебют» в номинации «Молодой русский мир» (2-е место) (2008)[4][6]
- Лонг-лист премии «Дебют» в номинации «Малая проза» (2013)[5]